# Кезенешть (Молдова)
Кезенешть (рум. Căzănești) — село у Теленештському районі Молдови. Адміністративний центр однойменної комуни, до складу якої також входять села Вадул-Лека та Вадул-Лека-Ноу.

## Населення
За даними перепису населення 2004 року у селі проживали 1945 осіб.
Національний склад населення села:
| Національність       | Кількість осіб | Відсоток   |
| -------------------- | -------------- | ---------- |
| молдавани румуни     | 1882 37        | 96,8% 1,9% |
| росіяни              | 9              | 0,5%       |
| українці             | 8              | 0,4%       |
| болгари              | 4              | 0,2%       |
| інша / без відповіді | 5              | 0,3%       |
| Всього               | 1945           | 100%       |